# Attilio Depoli
Attilio Depoli (Fiume, 22 ottobre 1887 – Genova, 1º marzo 1963) è stato un politico e storico italiano.

## Biografia
Laureatosi con una tesi sul dialetto fiumano presso l'università di Budapest, rientrò nella sua città natale dove iniziò a frequentare gli ambienti irredentisti locali. Nel 1914 fu eletto consigliere municipale a Fiume.
Dopo la dichiarazione di guerra dell'Italia all'Austria-Ungheria Depoli venne internato nel campo di Kiskunhalas da dove uscirà solamente nel 1917 quando fu inviato sul fronte orientale. Rientrato a casa al termine del conflitto, fu poi portavoce del Consiglio Nazionale Italiano, l'organo cittadino che sosteneva l'annessione di Fiume all'Italia. 
Con la nascita dello Stato libero di Fiume Depoli risultò eletto deputato nell'assemblea costituente dello stato fiumano. In seguito al golpe, ordito dai legionari e dai fascisti, ai danni dell'autonomista Riccardo Zanella, egli assunse l'incarico di capo provvisorio dello Stato. Durante il suo mandato trattò con i primi ministri Luigi Facta e Benito Mussolini affinché l'Italia annettesse definitivamente la città quernerina. Dimessosi dopo un anno e mezzo di governo, dopo l'annessione di Fiume allo stato italiano Depoli continuò la sua carriera nel mondo economico e culturale fiumano presiedendo alcuni enti e continuando le sue approfondite ricerche sulla storia locale.
Dopo l'invasione nazifascista della Jugoslavia Depoli fu incaricato di presiedere l'amministrazione scolastica nella provincia di Lubiana, nella Slovenia occupata.
Al termine della seconda guerra mondiale riparò in Italia dove presiedette alcune scuole superiori tra cui il Liceo ginnasio Andrea D'Oria di Genova. Negli ultimi anni della sua vita si adoperò per ricostituzione della Società di Studi Fiumani e per il recupero del patrimonio culturale della sua città natale.

## Opere
- Il dialetto fiumano: Saggio grammaticale, pp. 7-52, in  AAVV., Bullettino della Deputazione fiumana di storia patria 3, Fiume, Municipio di Fiume, 1913.
- Il diritto storico ed etnico di Fiume di fronte alla Croazia, Trieste, Il Consiglio nazionale italiano di Fiume, 1919.
- Il confine orientale di Fiume e la questione del Delta della Fiumara, in  AAVV., Bullettino della Deputazione fiumana di storia patria, 5., Fiume, Deputazione fiumana di storia patria, 1921.
- La questione di Porto Baross, Fiume, La Vedetta d'Italia, 1921.
- Bibliografia storica fiumana: saggio, pp. 66-120, in  AAVV., Fiume: rivista semestrale della Società di studi fiumani in Fiume, a. 2, 1. e 2. semestre 1924, Fiume, Stabilimento tipografico Urania, 1924.
- Fiume negli anni 1848 e 1849, Roma, Edizione della rivista Fiume.
- L'ultima missione diplomatica di Tommaso Gar, Udine, Tip. D. Del Bianco.
- La cappella di S. Giovanni Nepomuceno al Ponte della Fiumara.
- Il cartografo Giovanni Clobucciarich (1550?-1606), pp. 1-24 in  AAVV., Annali di ricerche e studi di geografia, XIV, Genova, Università di Genova, 1948.
- I rapporti tra il Regno di Sardegna e Venezia negli anni 1848 e 1849. Da documenti inediti, Modena, STEM, 1959.